# Handroanthus coralibe
Handroanthus coralibe là một loài thực vật có hoa trong họ Chùm ớt. Loài này được (Standl.) S.O.Grose mô tả khoa học đầu tiên năm 2007.